# Pictures at Eleven
Pictures at Eleven es el álbum debut como solista del cantante británico de rock Robert Plant, publicado en 1982 por Swan Song Records. Su título proviene de la frase estadounidense film at eleven, que es una práctica común en los medios televisivos desde los años 1970 y que en términos simples es la práctica de retener cierta información de una historia para mantener al público pendiente de aquello. Por su parte, Pictures at Eleven es su único disco que fue lanzado por el sello Swan Song, creado por Led Zeppelin, ya que al año siguiente sus actividades cesaron. Esta decisión llevó a Plant a fundar su propio sello discográfico llamado Es Paranza, con la que publicó sus siguientes álbumes.
En 2007 el sello Rhino lo remasterizó con dos pistas adicionales; «Far Post», incluido como lado B del sencillo «Burning Down One Side» en el Reino Unido y una versión en vivo de «Like I've Never Been Gone» grabada en 1983.

## Recepción comercial
Luego de su lanzamiento el disco logró muy buenas posiciones en algunos mercados, principalmente anglosajones. En el Reino Unido alcanzó el puesto 2 de los UK Albums Chart, permaneciendo en la lista por quince semanas consecutivas, y al año siguiente fue certificado con disco de plata por la British Phonographic Industry luego de vender más de 60 000 copias en dicho país. Por su parte, en los Estados Unidos llegó hasta la quinta posición de la lista Billboard 200 y en 1990 la RIAA lo certificó con disco de platino, luego de superar el millón de copias vendidas.
Para promocionarlo se lanzaron cuatro canciones como sencillos durante 1982, siendo «Burning Down One Side» el más exitoso de ellos, ya que alcanzó el puesto 64 en los Billboard Hot 100 y logró la tercera posición en la lista Mainstream Rock Tracks, ambas de los Estados Unidos. Además, fue el único que ingresó en el conteo inglés de sencillos en el puesto 73. Por último, y casi al finalizar el año, se puso a la venta el sencillo «Far Post» —incluido originalmente como lado B de «Burning Down One Side» en el Reino Unido— que alcanzó el lugar 12 en la lista Mainstream de los Estados Unidos.

## Lista de canciones
| N.º | Título                      | Escritor(es)            | Duración |  |
| 1.  | «Burning Down One Side»     | Plant, Blunt, Woodroffe | 4:00     |  |
| 2.  | «Moonlight in Samosa»       | Plant, Blunt            | 4:02     |  |
| 3.  | «Pledge Pin»                | Plant, Blunt            | 4:04     |  |
| 4.  | «Slow Dancer»               | Plant, Blunt            | 7:46     |  |
| 5.  | «Worse than Detroit»        | Plant, Blunt            | 6:00     |  |
| 6.  | «Fat Lip»                   | Plant, Blunt, Woodroffe | 5:10     |  |
| 7.  | «Like I've Never Been Gone» | Plant, Blunt            | 6:01     |  |
| 8.  | «Mistery Little»            | Plant, Blunt            | 5:16     |  |

| Pistas adicionales en la remasterización de 2007 |                                                                   |                         |          |  |
| N.º                                              | Título                                                            | Escritor(es)            | Duración |  |
| 9.                                               | «Far Post»                                                        | Plant, Blunt, Woodroffe | 4:42     |  |
| 10.                                              | «Like I've Never Been Gone» (en vivo, grabado en Houston en 1983) | Plant, Blunt            | 7:31     |  |

## Posicionamiento en listas musicales
| País           | Lista (1982)                     | Posición |
| -------------- | -------------------------------- | -------- |
| Alemania       | Media Control Charts             | 49       |
| Australia      | Kent Music Report                | 6        |
| Canadá         | RPM Top 100 Albums               | 1        |
| Estados Unidos | Billboard 200                    | 5        |
| Noruega        | VG-lista                         | 17       |
| Nueva Zelanda  | Official New Zealand Music Chart | 16       |
| Reino Unido    | UK Albums Chart                  | 2        |
| Suecia         | Sverigetopplistan                | 32       |

| País           | Lista (1982)           | Posición |
| -------------- | ---------------------- | -------- |
| Canadá         | RPM Top 100 Albums     | 8        |
| Estados Unidos | Cashbox Top 100 Albums | 19       |

## Certificaciones discográficas
| País           | Organismo certificador | Certificación | Ventas certificadas | Ref.   |
| -------------- | ---------------------- | ------------- | ------------------- | ------ |
| Australia      | ARIA                   | Oro           | 35 000              | [ 14 ] |
| Canadá         | CRIA                   | Platino       | 100 000             | [ 15 ] |
| Estados Unidos | RIAA                   | Platino       | 1 000               | [ 8 ]  |
| Reino Unido    | BPI                    | Plata         | 60 000              | [ 6 ]  |

## Músicos
- Robert Plant: voz
- Robbie Blunt: guitarra eléctrica y acústica
- Paul Martinez: bajo
- Jezz Woodroffe: teclados y sintetizador
- Phil Collins: batería
- Cozy Powell: batería en «Slow Dancer» y «Like I've Never Been Gone»
- Raphael Ravenscroft: saxofón en «Pledge Pin»